# Sokołowsko
Sokołowsko (Duits: Görbersdorf in Schlesien) is een plaats in het Poolse district  Wałbrzyski, woiwodschap Neder-Silezië. De plaats maakt deel uit van de gemeente Mieroszów en telt 880 inwoners.
Het dorp is vooral bekend omwille van het kleine, pittoreske bruggetje waar je onderdoor moet om Sokolowksko binnen te treden.

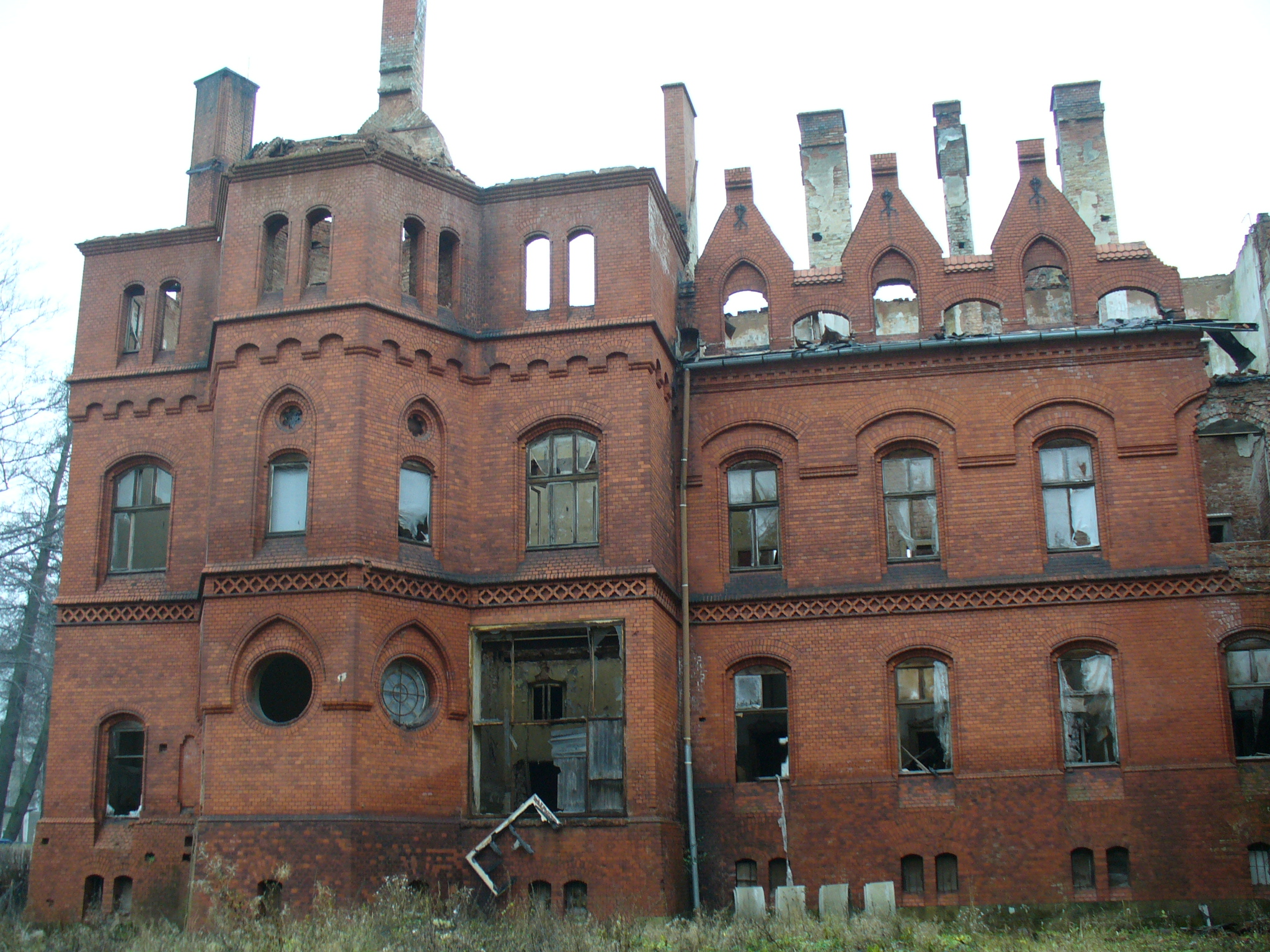
Oud sanatorium. Dit Görbersdorfer sanatorium is de plaats van handeling in de roman Empuzjon (2022) van de Poolse Olga Tokarczuk, Nobelprijswinnaar 2018.